# Mimostrangalia kappanzanensis
Mimostrangalia kappanzanensis är en skalbaggsart som först beskrevs av Tadao Kano 1933.  Mimostrangalia kappanzanensis ingår i släktet Mimostrangalia och familjen långhorningar.
Artens utbredningsområde är Taiwan. Inga underarter finns listade i Catalogue of Life.